# Thascia pilosa
Thascia pilosa är en stekelart som beskrevs av Cameron 1904. Thascia pilosa ingår i släktet Thascia och familjen brokparasitsteklar. Inga underarter finns listade i Catalogue of Life.